# 喜多院

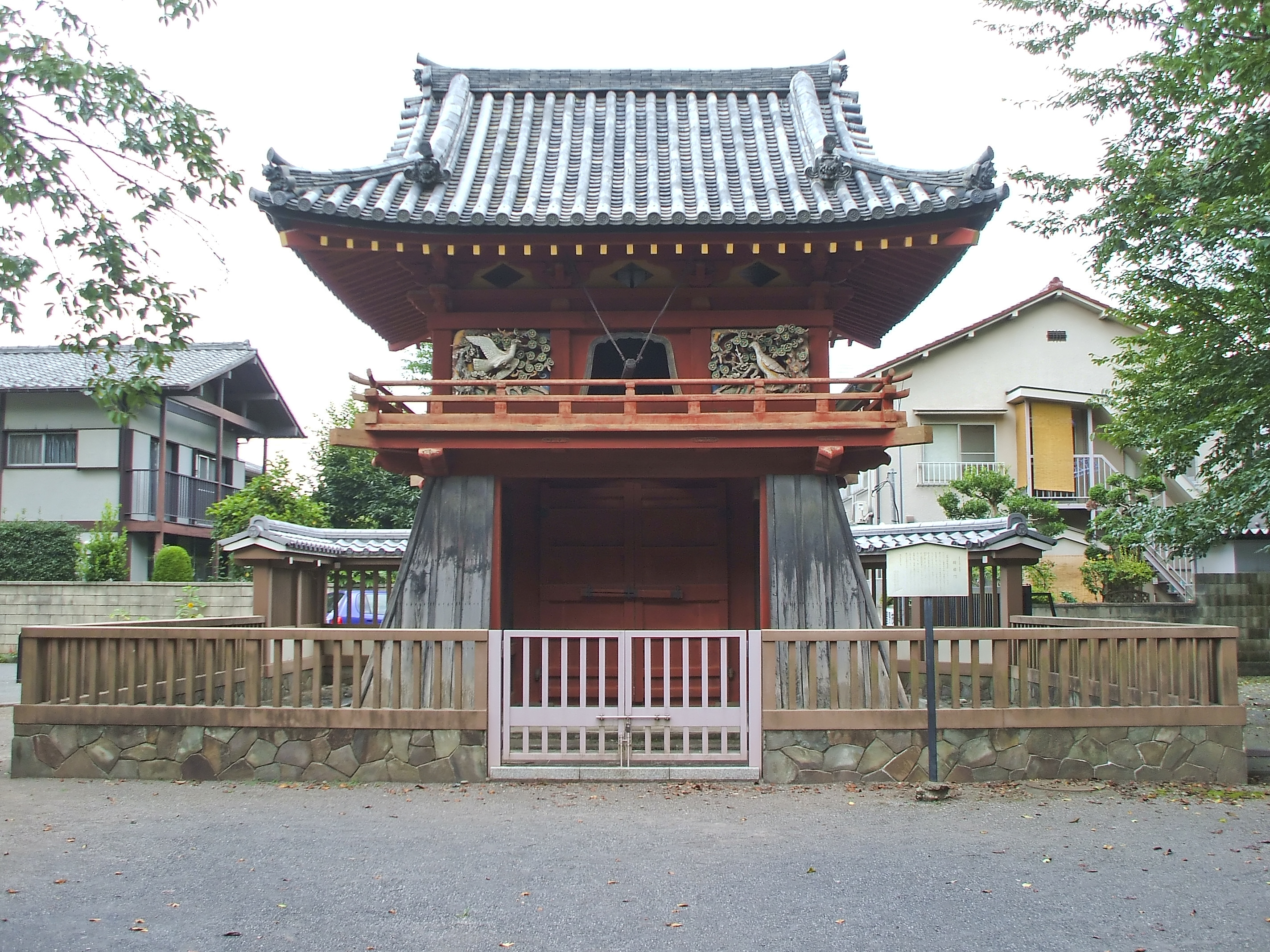
鐘樓門（重要文化財）

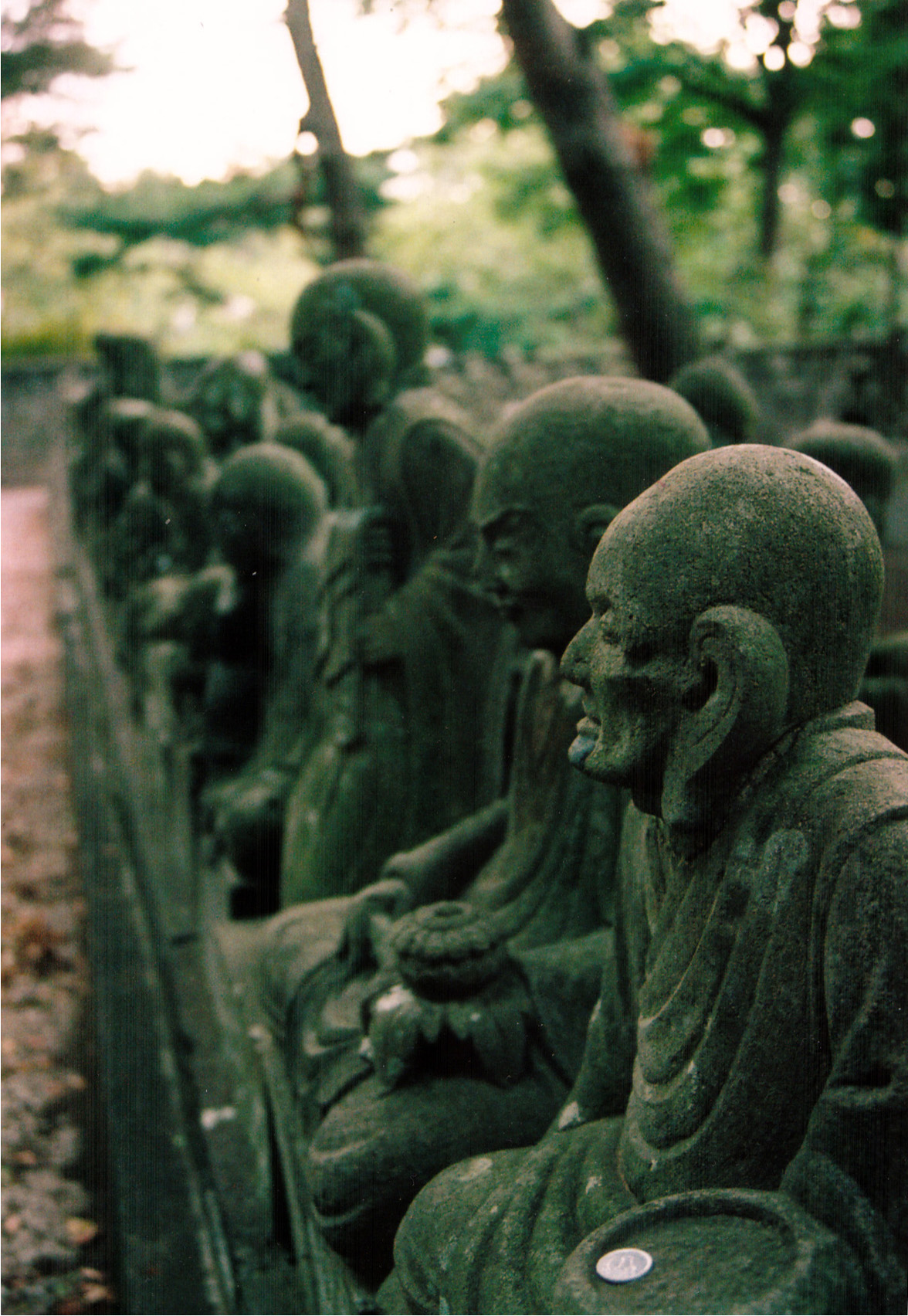
寺內的五百羅漢像

喜多院（日语：きたいん）是位於日本埼玉縣川越市的一座天台宗的寺院，山号星野山。喜多院又稱川越大師，大部分建築都被認定為重要文化財，也是川越市內著名的觀光景點。喜多院始建於平安時代初期的天長七年（830年），由圓仁（慈覚大師）建立。1599年（慶長四年）在天海大僧正擔任住持時將寺號改名為喜多院。

## 歷史
喜多院始建於平安時代天長七年（830年），起初是圓仁（慈覺大師）奉淳和天皇詔令所興建。正式名稱為“星野山 喜多院 無量壽寺 ”。在江戶時代時，德川家康的謀臣天海大僧正（慈眼大師）擔任住持時，因為受到幕府的特別保護，而讓寺院達到鼎盛。寬永十五年（1638年）發生川越大火，大火後三代將軍德川家光將江戶城內的部分建築移到喜多院，因此寺內有著多項的重要文化財。而在寺內的五百羅漢像，是從江戶時代天明二年起（1782年）經過半世紀，所雕刻而成的，為日本三大羅漢像。喜多院至今已經有1200多年的歷史。

## 外部連結
- 川越大師 喜多院（页面存档备份，存于）